# Sonatine de Ravel
Pour les articles homonymes, voir Sonatine (homonymie).
La Sonatine de Maurice Ravel est une sonatine pour piano en trois mouvements, composée en 1903-1905. Ravel la dédie à ses amis Ida et Cipa Godebski.
L'œuvre porte la référence M.40, dans le catalogue des œuvres du compositeur établi par le musicologue Marcel Marnat, qui la considère comme un « adieu bouleversant au monde des certitudes artistiques ».

## Historique

### Composition en deux temps
La Sonatine a été composée en deux temps. En mars 1903, le magazine franco-anglais de Paris The Weekly Critical Review, dirigé par Arthur Bles, lance un concours de composition d'un premier mouvement de sonatine ne devant pas excéder 75 mesures, concours pour lequel Ravel compose sous le pseudonyme de « Verla » — anagramme de son nom — le premier mouvement de sa future Sonatine. Cependant, selon Michel Dimitri Calvocoressi, ami proche du compositeur, le concours est repoussé puis annulé, pour trois raisons : le manque de candidats, le dépassement par Ravel du nombre de mesures maximum autorisé par le règlement du concours, puis la faillite du périodique,,.
Maurice Ravel donne deux auditions privées du premier mouvement de la Sonatine, le 8 janvier 1904 dans le salon de Marguerite de Saint-Marceaux,, puis le 16 juin 1904 dans le salon de Cipa et Ida Godebski, en présence notamment du peintre Pierre Bonnard, des pianistes Gabriel Grovlez et Ricardo Viñes et du compositeur Claude Terrasse.
En août 1905 — après deux mois de croisière sur le yacht Aimée (d'après les nouvelles initiales de Misia Sert, épouse d'Alfred Edwards) en direction de Liège, Amsterdam, Francfort et Cologne, de juin à juillet 1905, en compagnie entre autres de Misia, Cipa et Ida Godebski — Ravel compose les deux autres mouvements : « entre le faste douteux d'un Edwards et son insécurité matérielle, entre ces inquiétantes silhouettes industrielles soudain dressées contre le ciel et ses réflexes de dandy qui ravagent sa sérénité de façade, il a du mal à terminer sans rupture de ton la Sonatine entreprise depuis deux ans et sans cesse confiée à un avenir plus détendu qui, désormais, paraît improbable ».
Cette composition est contemporaine de ses tentatives répétées pour remporter le Prix de Rome, qui se soldent par un refus définitif en 1905. Or, ces cantates de concours représentent « un abcès de fixation à tous les besoins conventionnels du jeune Ravel, et lui permettent d'écrire en liberté ses premières grandes compositions personnelles, Jeux d'eau, Sonatine, Quatuor ».

### Publication et création

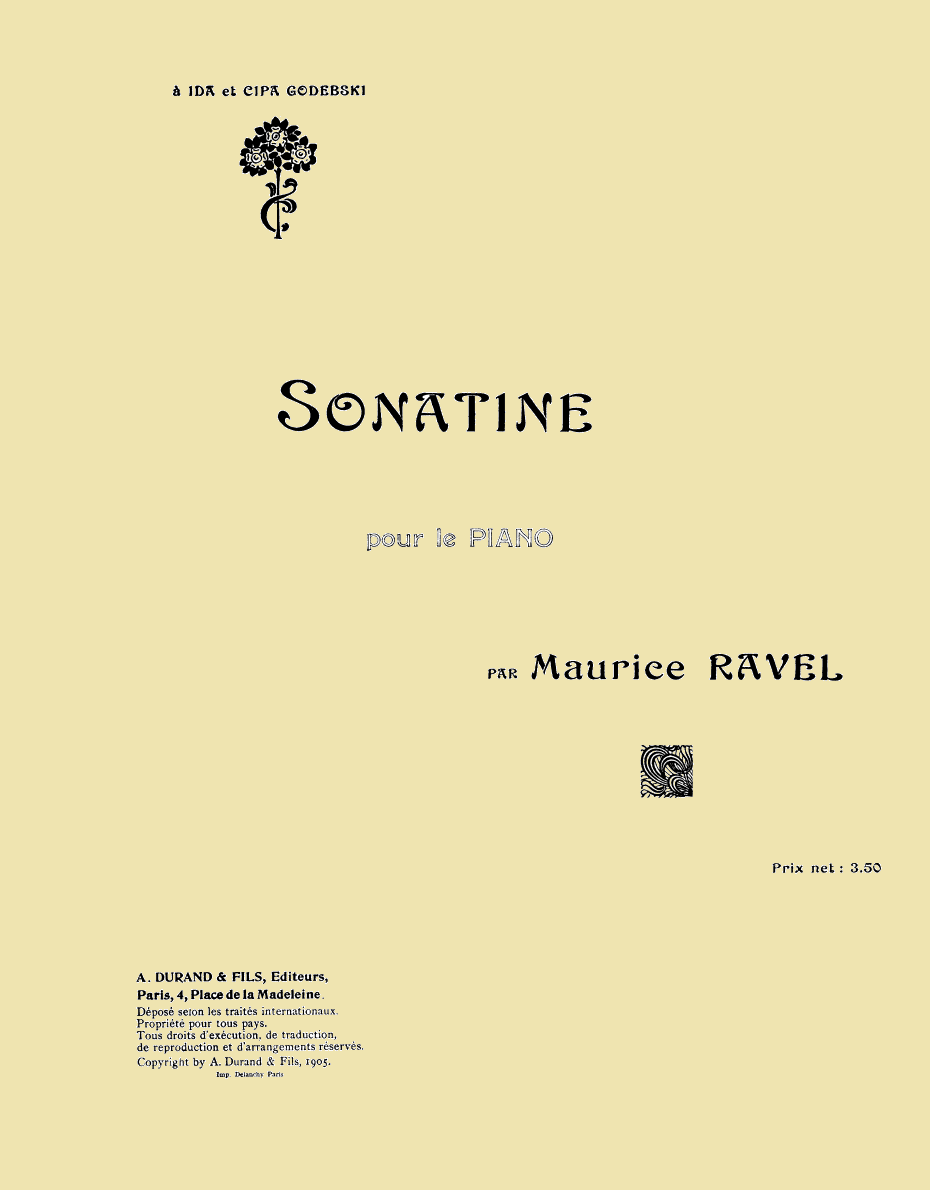
Page de titre de l'édition originale de la Sonatine (éditions Durand, 1905).

La Sonatine est publiée fin novembre 1905 et dédiée à Cipa et Ida Godebski. Il s'agit de la première œuvre de Maurice Ravel publiée aux éditions Durand, qui deviennent son principal éditeur.
L'œuvre complète est créée le 31 mars 1906 par Gabriel Grovlez au 337e concert de la Société nationale de musique, à la Salle de la Schola Cantorum.
La création est précédée par deux auditions privées : la première à Paris, le 17 décembre 1905, par Maurice Ravel, dans le salon de la princesse Edmond de Polignac ; la deuxième audition privée et première audition à Lyon, le 10 mars 1906, par la pianiste Paule de Lestang, lors d'un concert de la Revue musicale de Lyon au domicilie de son directeur Léon Vallas. Pendant longtemps, il a été considéré que cette audition lyonnaise correspondait à la création,, mais, comme Léon Vallas le précise, il s'agit bien d'un concert privé chez lui.
L'œuvre porte la référence M.40, dans le catalogue des œuvres du compositeur établi par le musicologue Marcel Marnat.

## Présentation
La Sonatine, en trois mouvements :
1. Modéré, en fa dièse mineur à 
 ;
2. Mouvement de menuet ( = 60) en ré bémol majeur à 
 ;
3. Animé, en fa dièse mineur à 
, avec des mesures à cinq temps (
) et concluant en fa dièse majeur.

### Modéré
Guy Sacre observe que « tout le matériau de l'œuvre repose, discrètement, sur l'intervalle de quarte qui ouvre le premier mouvement (en fa dièse mineur) dans un bruissement de triples croches. Il ne faut que douze mesures à ce premier thème, un des plus frais, des plus enthousiastes de Ravel ».
Marguerite Long regrette qu'« on joue généralement ce premier mouvement trop rapide. Ravel, pourtant, l'indique : Modéré. Il convient à cette fraîcheur ingénue de garder, même en ses élans passionnés, une aristocratique retenue ».

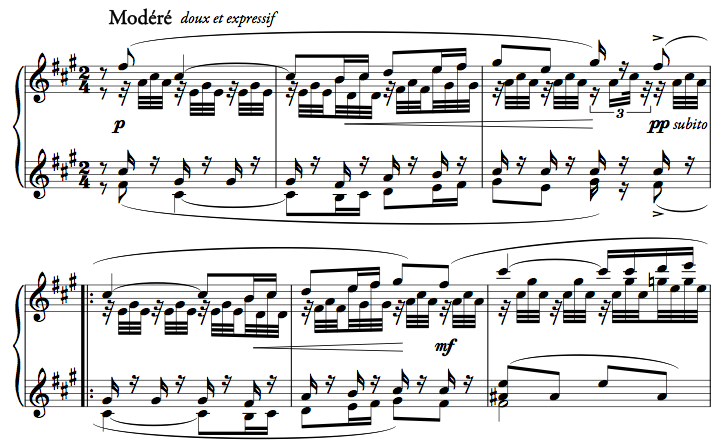
Premières mesures du premier mouvement, Modéré.

Le mouvement présente « une grande ingéniosité » dans la succession d'« accords en transformation ».
La « minuscule coda » reprend le premier thème, offrant « dans une perspective ramassée, comme vue à travers une lentille convergente, une forme sonate où la matière est condensée plutôt que schématisée ; elle en acquiert un mordant tout particulier ».
Louis Aguettant mentionne, « entre vingt autres pages » de Ravel, « le premier temps de la Sonatine, caressant et plaintif », pour illustrer combien « cela n'est pas le produit d'une ingénieuse fabrication, mais décèle la nature la plus délicatement sensible ». Marcel Marnat rapproche ce mouvement initial de Mouvement — de la première série des Images, achevée en 1905 — dont « l'agitation évoque le mouvement brownien qui donne son vertige à la Sonatine. Ravel, pourtant, s'élance là où Debussy semble se replier ».

### Mouvement de Menuet
Le deuxième mouvement est un menuet en ré bémol majeur, « aussi archaïsant que le Menuet antique » composé en 1895, « dans ses cadences, son emploi de la dominante mineure (mode éolien), mais plus fidèle à la rythmique ancienne, avec son monnayage du 
 limité à la croche et son deuxième temps appesanti ». Le menuet est « un rythme sympathique à Ravel ». Celui du Tombeau de Couperin « sera moins modulant, plus austère et creusé par une musette centrale tournant au récitatif presque pathétique ».

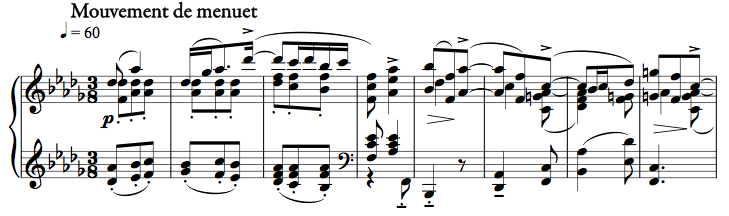
Premières mesures du Mouvement de menuet.

Un motif secondaire, naissant « à la basse, sera répété avec force à la fin ». Pour Marguerite Long, « l'effet de ralenti doit venir de la nuance et de la sonorité plus que d'un véritable changement de mouvement ».
Guy Sacre suppose qu'« on danse à petits pas feutrés, précautionneux, et malgré les sourires la nostalgie gagne lentement, comme à chaque fois qu'on plonge dans le passé. Il n'y a pas de trio, mais nul ne s'en plaindra, car ainsi rien ne vient déranger l'atmosphère ».
Vladimir Jankélévitch analyse en profondeur l'indication Sans ralentir : ces mots « servent à combattre notre inclination naturelle à l'attendrissement. Chez Poulenc et Milhaud, la pudeur du ritardando deviendra presque une phobie. L'interdiction de ralentir compense par l'ironie l'abandonnement au mauvais goût et, freinant notre laisser-aller, autorise dans une certaine mesure les exagérations sentimentales ». Cette esthétique « de la litote contre l'emphase, cette pudeur modératrice, cette réserve à l'égard de la furie expressive ne sont assurément pas le monopole de Satie : Fauré et Ravel dédaignent l'indécente prolixité affective et le laisser-aller douteux du rubato ».
Plus précisément, « Fauré évite le rallentando par pudeur, et Ravel simplement parce que les automates sont infatigables. « Ne pas ralentir », il n'y a qu'un cri sur ce point, dans une musique tout occupée à ce composer le masque imperturbable, indifférent et parfaitement inexpressif de l'ingénieur ; même les ralentis du menuet de la Sonatine sont en réalité un retour au tempo primo et non point une défaillance pathétique, un élan qui se pâme, ».

### Animé
Le troisième et dernier mouvement — « pétulante toccata » selon Jules Van Ackere, « rondeau-toccata » selon Marcel Marnat — est « envahi d'un seul coup par un flot de joie (en fa dièse mineur) avec ces allers et retours de doubles croches en mouvement perpétuel, bientôt coiffées d'un thème guilleret qui s'ébroue dans le soleil ». Marguerite Long considère que ce mouvement « ne présente pas d'autre difficulté — mais celle-ci est réelle — que l'exécution nerveuse et serrée du groupe rythmique qui le caractérise : il n'est pas aisé de poser ces deux notes avec exactitude sur l'arabesque de la main gauche ».

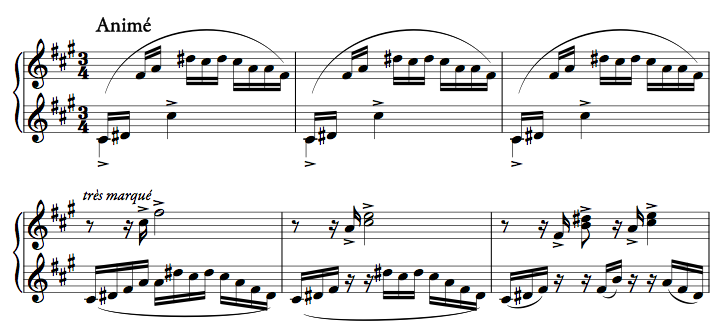
Premières mesures du dernier mouvement, Animé.

Le deuxième thème reprend, « converti à cinq temps, le thème principal du premier mouvement. Les deux idées, développées, transformées côte à côte (et parfois un fragment de l'une accompagne l'autre, avec une facilité déconcertante !) suffisent à remplir l'espace de ce morceau infiniment seyant aux doigts et aux oreilles ».
Marcel Marnat relève les indications de jeu du compositeur : « Très vite mais pas précipité ou encore Sans prudence et sans merci ! » de telle sorte que, « commencée dans le ton endeuillé de fa dièse mineur, l'œuvre évolue vers fa dièse majeur donc vers un climat de jubilation ». Ce mouvement témoigne du « goût prononcé » de Ravel pour « le piano percutant, avec l'Alborada del gracioso, Scarbo et la Toccata du Tombeau de Couperin, goût que nous retrouverons chez Bartók et Prokofiev ».
Pour Alfred Cortot, « la subtile perfection du métier » dans la Sonatine « est telle qu'elle paraît ne tendre qu'à se faire oublier, qu'à rendre, en quelque sorte, la musique plus musicale ».

## Analyse
Vladimir Jankélévitch estime que la Sonatine de Ravel est « sonatine d'abord, comme celle de Roussel, par ses modestes dimensions — trois mouvements au lieu de quatre — par son écriture surtout, qui est bien la même que celle des Épigrammes de Marot, volontairement grêle, et privée dans le grave, sauf à la fin du menuet, de l'assiette puissante des basses ». Cette œuvre « n'est pas faite pour tonner, à l'exemple des grandes sonates démiurgiques laissées par le romantisme » : au contraire, considère Marcel Marnat, « ce « rire des étoiles » ne nous est que suggéré, pour nous sensibiliser au grand silence dans lequel s'effectuent les impassibles girations du cosmos ».

### Structure et harmonie
Pour Marcel Marnat, la « cohésion nécessaire » de la Sonatine se retrouve dans les Cinq mélodies populaires grecques achevées en 1906, de telle sorte que « personne n'a jamais eu l'audace d'extraire une mélodie de ce recueil, toujours exécuté en entier ».
Le musicologue Jean-Claude Teboul montre comment Ravel, « dans le premier mouvement de sa Sonatine, utilise des fragments de mélodie, chaque fragment étant relié au fragment suivant par une quarte. On obtient ainsi un « étagement » de quartes (mesures 43 à 49 : mi-la-ré-sol-do ) ».

### Inspirations

#### SonateouSonatine
Selon Guy Sacre, Ravel « déteste les bis repetita, dont tant d'autres sont friands. Chacune de ses partitions est une aventure unique, et à chaque fois remplit la tâche proposée ». Ainsi, « l'ingénue Sonatine vaut pour toutes les sonates qu'il aurait pu écrire ».
Cependant, « qui donc, en ce temps-là, écrivait des sonatines ? » s'interroge Guy Sacre.
En 1903, les deux premières sonatines pour piano de Maurice Emmanuel (Sonatine bourguignonne op. 4 de 1893, et Sonatine pastorale op. 5 de 1897) sont inconnues malgré leur nature « stupéfiante de nouveauté, d'originalité, d'audace, aussi éloignée du romantisme moribond que de l'impressionnisme naissant », et resteront inédites jusqu'en 1923. Dans ces deux œuvres, « Emmanuel privilégie la concision : refusant les lourdes machines post-romantiques, il remploie une forme ancienne qui sera en vogue plus tard chez ses contemporains (Ravel, Busoni, Roussel, Koechlin, etc. »
La Sonatine op. 61 de Charles-Valentin Alkan, composée et publiée en 1861, « ne doit ce diminutif qu'à la comparaison avec son aînée », la Grande sonate « Les Quatre Âges de la vie » op. 33 de 1847. Cette partition romantique, « chef-d'œuvre épuré de la maturité » de son auteur, est « une merveille annonciatrice de Chabrier et de Ravel ».

#### Danses
La Sonatine montre « Ravel en son classicisme, accompli sans effort, avec toutes les apparences du jeu. C'est pourtant chez lui une nécessité impérieuse que de s'en tenir à des règles établies — d'autant plus qu'il a pu ressentir l'attrait passager du flou impressionniste avec les Miroirs contemporains ». En fait, « le clivage entre un Ravel académique et un Debussy novateur est absurde. Dans les premières années du siècle, leur complicité artistique fut assez forte pour que la Sonatine et le Quatuor baignent dans la même atmosphère impressionniste. Ce qui les distingue est avant tout d'ordre psychologique. Ravel, par son besoin impérieux d'adosser ses innovations à des contreforts classiques, s'affirmait comme le dépositaire d'un héritage ». Cette démarche combine « l'héritage et l'audace, en s'abritant derrière des formes éprouvées — sonatine, concertos en Sol et pour la main gauche — pour les violenter ».
Alfred Cortot note que la Sonatine, Jeux d'eau, les Miroirs et Gaspard de la nuit « ne relèvent pas exclusivement des éléments de la danse », si présents pour imposer « la rigueur du rythme, à la fois précise et discrète », dans sa musique. Cependant, Jules Van Ackere considère que « cette Sonatine se rapproche, par son menuet et sa toccata en forme de rondeau, de la suite ancienne ». Le Tombeau de Couperin, dernière œuvre de Ravel pour piano seul, renoue avec cette partition « au point de vue de l'esprit et du style ».

#### Chansons basques
La Sonatine de Ravel est, .
En 1996, le compositeur et musicologue Michel Sendrez suggère que le thème qui parcourt la Sonatine « montre une analogie évidente et troublante » avec une chanson basque, Soineko zuriz, aingeru iduriz, présente dans le Cancionero popular vasco (« Chansonnier populaire basque ») un recueil de 1 001 chants traditionnels collectés et publiés par le père Azkue.
| « Soineko zuriz, aingeru iduriz, Etxeko alaba amak darama Senarrez goiz-ornitzera Opalmai aurrera Malkoz begia, biotza parrez. Lorez yantzia opaltegia, Orain yaikia da etxeko alaba Senarrez goiz-orniturik Zori-uztarturik. Jail banengoke neu zu zeradenez ! » — Cancionero popular vasco (vol. V, no 453, Ezkonberriak). | « Vêtue d'une robe blanche, ressemblant à un ange, La fille de la maison est menée par sa mère devant l'autel pour lui donner bientôt un mari, les yeux pleins de larmes, le cœur riant. L'autel est recouvert de fleurs. Maintenant la fille de la maison est élevée, Promptement dotée d'un mari, Attelée au bonheur. Oh ! si j'étais comme vous êtes… » — Chansonnier populaire basque (vol. V, no 453, Les nouveaux mariés). |

## Postérité
La Sonatine de Maurice Ravel est, selon Roland-Manuel, « une de ses œuvres où se reflète le mieux l'exquise et profonde sensibilité du musicien ». Marcel Marnat y entend un « adieu bouleversant au monde des certitudes artistiques ».

### Accueil critique et public
Selon Guy Sacre, « il est difficile de ne pas succomber au charme de la Sonatine. Tous les apprentis pianistes tâchent de la jouer. On dirait que son diminutif à lui seul la rend désirable, choyée d'avance. Quand on y met les doigts, quand on l'écoute, le diminutif agit toujours : cette découpe claire, ces sonorités cristallines, ces proportions exactes, ces notes bien comptées (pas une de trop !) nous apprivoisent et nous émeuvent ».
Marcel Marnat conclut qu'« en cette Sonatine de ses trente ans, Ravel atteint à la certitude et à la dignité du choix artistique, au pouvoir de tout embrasser avec quelques sons ».

### Reconnaissance
Grâce à « sa concision, son naturel et sa rayonnante présence, la Sonatine est devenue l'une des œuvres-symboles de Ravel. Lorsque, aux États-Unis, il se produit comme pianiste, c'est la Sonatine qu'il joue partout — hélas sans en laisser d'enregistrement complet ».
En 1927, Ravel rend visite au père Donostia au monastère de Lekaroz : celui-ci lui fait entendre, entre autres pièces pour piano, son zortziko Errimina et Ravel interprète sa Sonatine.

Ravel joue régulièrement sa Sonatine, avec un grand succès, notamment lors de sa tournée américaine en 1928. En novembre de cette année, lors d'un concert à l'ambassade de Madrid, il est « chaleureusement applaudi alors que, victime d'un trou de mémoire, il s'était contenter d'enchaîner l'exposition de la Sonatine à la coda du finale. C'est un des premiers signes publics de l'épuisement de Ravel ». Jean Echenoz commente ainsi, dans son roman Ravel : 

« On peut penser ce qu'on veut de cet incident. On peut croire à un trou de mémoire. On peut supposer que ça le fatigue, de rejouer éternellement cette chose vieille de plus de vingt ans. On peut encore imaginer que, devant un auditoire trop inattentif, il préfère expédier cette exécution. Mais on peut se dire aussi que, pour la première fois en public, quelque chose ne colle plus. »

### Influences
Le genre de la sonatine pour piano connaît alors un regain d'intérêt, qu'illustrent les œuvres de Reynaldo Hahn (Sonatine en ut majeur, en 1907), Max Reger (Quatre sonatines op. 89, en 1905-1908), Ferruccio Busoni (six Sonatines, de 1910 à 1920), Albert Roussel (Sonatine op. 16, en 1912), Jean Sibelius (Trois sonatines op. 67, en 1912), Béla Bartók (Sonatine « sur des thèmes paysans de Transylvanie », en 1915), Alexandre Tcherepnine (Sonatine romantique op. 4, en 1918), Erik Satie (Sonatine bureaucratique, en 1917) et Charles Koechlin (Cinq sonatines op. 59, en 1915-1916, et Quatre nouvelles sonatines op. 87, en 1923-1924).
Cette tendance se confirme dans les années 1920, après la première Guerre mondiale — « Combien n'en a-t-on pas écrit, alors, de sonatines ! » s'écrie Guy Sacre — avec des partitions de Vítězslav Novák (Six sonatines op. 54, en 1919-1920), de Georges Auric (Sonatine, en 1922), de Jean Wiéner (Sonatine syncopée, en 1923) et de Pierre-Octave Ferroud (Sonatine en ut dièse, en 1928). Maurice Emmanuel revient à la composition pour piano seul avec deux nouvelles sonatines (Sonatine no 3 op. 19, Sonatine IV « sur des modes hindous » op. 20) en 1920.
Le deuxième mouvement de la Sonatine op. 28 (1916) d'Alfredo Casella est un menuet, « comme dans la Sonatine de Ravel, que Casella a pu prendre pour modèle ». Guy Sacre entend dans la Sonatine op. 88 (1929) de Joseph Jongen, « très édulcoré mais indubitable, le souvenir de la propre Sonatine de Ravel, et aussi de son Tombeau de Couperin ». Pour Vladimir Jankélévitch, le Menuetto de cette « charmante Sonatine » rappelle, « en même temps que le menuet de la Sonatine de Ravel, l'idée initiale du Quatuor à cordes ».
La Sonatine no 1, op. 27 (1937) de Jean Absil « n'est pas écrite dans l'esprit classique d'un Diabelli ou d'un Clementi », selon le pianiste Daniel Blumenthal, « mais renvoie plutôt à celle de Ravel ». Les Six sonatines de Camargo Guarnieri, composées de 1928 à 1965, « comme la Sonatine de Ravel, ne doivent le diminutif de leur titre qu'à la finesse de leur texture ».
La Suite pour piano, op. 10 (1901-1903) de Georges Enesco « doit beaucoup aux créations inventives et dansantes de Debussy et de Ravel, comme la Suite bergamasque du premier et la Sonatine du second ».

### Transcriptions et arrangements
Le menuet de la Sonatine a fait l'objet de plusieurs transcriptions — pour piano à quatre mains et en duo pour violon, violoncelle ou flûte et piano, par Léon Roques, pour orgue par Pierre-Octave Ferroud — et d'une orchestration pour orchestre de chambre.
Wayne Peterson, lauréat du Prix Pulitzer de musique 1992, réalise un arrangement de la Sonatine de Ravel pour quintette à vent en 1989.

## Discographie

### Témoignages
Maurice Ravel a réalisé un enregistrement partiel de sa Sonatine : sur rouleau de piano pneumatique , « la société Welte-Mignon lui fait « enregistrer » les deux premiers mouvements de la Sonatine et les Valses nobles et sentimentales ». Marcel Marnat s'étonne « que Ravel n'ait pas fixé le troisième mouvement : aurait-il refusé le bon à tirer ? » En 1920, « on édite des « rouleaux » du Menuet antique, de Ma mère l'Oye et du Tombeau de Couperin, tous deux intégraux, de même que la Sonatine, éditions pour la première fois réalisées en France ». En 1923, Mieczysław Horszowski enregistre également cette partition sur rouleau puis, en 1931, Alfred Cortot réalise un enregistrement électrique de la Sonatine.

### Sélection
|    | pianiste              | date              | label / ref.                                        | note                                                                                                |
| -- | --------------------- | ----------------- | --------------------------------------------------- | --------------------------------------------------------------------------------------------------- |
| 1  | Alfred Cortot         | 11 mai 1931       | « Grands pianistes XXe siècle » Philips 456 754-2   | (OCLC 42631668)                                                                                     |
| 2  | Monique Haas          | novembre 1955     | DG 477 6201                                         | (OCLC 1405713319)                                                                                   |
| 3  | Friedrich Gulda       | 1957              | 41 CD Decca 485 1451 / Philips 456 817-2            | |
| 4  | Friedrich Gulda       | novembre 1957     | Andante AN2110                                      | |
| 5  | Leon Fleisher         | juillet 1958      | Philips 456 775-2 / 23 CD Sony 88725459972          | Enregistré à New York, CBS Studios.                                                                 |
| 6  | Martha Argerich       | 8 septembre 1960  | DG 479 6065 / Doremi DHR-8029                       | Enregistré à Cologne.                                                                               |
| 7  | Werner Haas           | novembre 1964     | Philips 438 353-2 / 2 CD                            | (OCLC 981474790) Intégrale de la musique pour piano. Concerto en sol, Concerto pour la main gauche. |
| 8  | Samson François       | 8 juin 1967       | EMI 5 85990 2 / 54 CD Erato 19029526186             | |
| 9  | Martha Argerich       | novembre 1974     | DG 428 148-2 / Philips 456 700-2                    | Enregistré à Berlin.                                                                                |
| 10 | Jean-Philippe Collard | 1977              | EMI 5 86061 2                                       | (OCLC 1015759869) Enregistré à Paris, salle Wagram. Intégrale de la musique pour piano.             |
| 11 | Martha Argerich       | 22 avril 1979     | EMI 5 62917 2 / 20 CD Warner Classics 0190295948986 | Enregistré au Concertgebouw d'Amsterdam.                                                            |
| 12 | Louis Lortie          | février-mars 1989 | Chandos 5014682864725                               | |
| 13 | Shura Cherkassky      | 20 mars 1989      | Decca 433 657-2 (vol. 7)                            | (OCLC 35704344) Enregistré à Londres, St John's Smith Square.                                       |
| 14 | Lilya Zilberstein     | 23 juin 1993      | DG                                                  | (OCLC 951905777) Enregistré à Hambourg, Friedrich-Ebert-Halle.                                      |
| 15 | Bertrand Chamayou     | juillet 2015      | Erato                                               | (OCLC 946553695) Intégrale de la musique pour piano.                                                |

### Arrangements
- The Orlando Quintet, arrangement de Wayne Peterson pour quintette à vent (décembre 2012, Brilliant Classics 94772) (OCLC 887462070)

### Ouvrages généraux
- (es) Resurreccion Maria Azkue, Cancionero popular vasco : Endechas y elegias, vol. V, Bilbao, Euskalzaindia, 1990 (1re éd. 1923), 1311 p. (lire en ligne), p. 461-554.
- Alfred Cortot, La Musique française de piano, Paris, Presses Universitaires de France, coll. « Quadrige » (no 25), 1981 (1re éd. 1932), 764 p. (ISBN 2-13-037278-3, OCLC 612162122, BNF 34666356), « La musique pour piano de Maurice Ravel », p. 249-292.
- Louis Aguettant, La Musique de piano : des origines à Ravel, Paris, Albin Michel / L'Harmattan, coll. « Les Introuvables », 1999 (1re éd. 1954), 446 p. (ISBN 978-2-738-48141-2), « Maurice Ravel », p. 427-442.
- René Dumesnil, La musique contemporaine en France, t. I, Paris, Armand Colin, 1930, 218 p., « Maurice Ravel », p. 127-135.
- Antoine Goléa, La musique, de la nuit des temps aux aurores nouvelles, Paris, Alphonse Leduc et Cie, 1977, 954 p. (ISBN 2-85689-001-6), « Autour et dans la descendance de Debussy », p. 490-512.
- Vladimir Jankélévitch, La Musique et les heures, Paris, Seuil, coll. « Points » (no 952), 1988 (1re éd. 1957), 294 p. (ISBN 2-02-010188-2 et 978-2-7578-9907-6).
- Vladimir Jankélévitch, L'irréversible et la nostalgie, Paris, Flammarion, coll. « Champs essais » (no 123), 2011 (1re éd. 1974), 392 p. (ISBN 978-2-0812-5244-8, ISSN 0768-1011).
- Robert Laffont et Valentino Bompiani, Nouveau dictionnaire des œuvres de tous les temps et de tous les pays (t. VI, Se-Zw), Paris, Robert Laffont, coll. « Bouquins », 1995, 1050 p. (ISBN 978-2-2210-7714-6), « Sonatine de Ravel », p. 6796.
- Paul Pittion, La musique et son histoire : de Beethoven à nos jours, t. II, Paris, Éditions Ouvrières, 1960, 574 p. (BNF 33137562), « L'époque moderne : La Sonate moderne. Maurice Ravel », p. 273-309.
- Guy Sacre, La musique de piano : dictionnaire des compositeurs et des œuvres, vol. I (A-I), Paris, Robert Laffont, coll. « Bouquins », 1998, 1495 p. (ISBN 978-2-221-05017-0).
- Guy Sacre, La musique de piano : dictionnaire des compositeurs et des œuvres, vol. II (J-Z), Paris, Robert Laffont, coll. « Bouquins », 1998, 2998 p. (ISBN 978-2-221-08566-0).
- François-René Tranchefort (dir.), Guide de la musique de piano et de clavecin, Paris, Fayard, coll. « Les Indispensables de la musique », 1987, 867 p. (ISBN 978-2-213-01639-9, OCLC 17967083).
- Émile Vuillermoz, Histoire de la musique, Paris, Fayard, coll. « Les grandes études historiques », 1979, 606 p. (ISBN 2-213-00859-0), « Maurice Ravel », p. 383-393.

### Écrits de Maurice Ravel
- Maurice Ravel, L'intégrale : Correspondance (1895-1937), écrits et entretiens : édition établie, présentée et annotée par Manuel Cornejo, Paris, Le Passeur Éditeur, 2018, 1769 p. (ISBN 978-2-36890-577-7 et 2-36890-577-4, BNF 45607052) Contient plusieurs correspondances relatives à l’œuvre.

### Monographies
- (en) Michel Dimitri Calvocoressi, Musicians gallery : Music and ballet in Paris and London: Recollections, Londres, Faber and Faber Limited, 1933, 320 p. (BNF 42888694), p. 74-75
- Christophe Corbier, Maurice Emmanuel, Paris, Bleu nuit éditeur, 2007, 176 p. (ISBN 978-2-913575-79-0 et 2-913575-79-X).
- Jean Echenoz, Ravel, Paris, Éditions de Minuit, 2006, 128 p. (ISBN 978-2-7073-1930-2).
- Vladimir Jankélévitch, Ravel, Paris, Seuil, coll. « Solfèges » (no 3), 1995 (1re éd. 1956), 220 p. (ISBN 2-02-023490-4 et 978-2-020-23490-0).
- Brigitte François-Sappey et François Luguenot, Charles-Valentin Alkan, Paris, Bleu nuit éditeur, coll. « Horizons », 2013, 176 p. (ISBN 978-2-35884-023-1).
- Marguerite Long (Textes réunis et présentés par Pierre Laumonier), Au piano avec Maurice Ravel, Paris, Juillard, 1971, 186 p., « Sonatine », p. 125-127.
- Pierre Narbaitz, Maurice Ravel : un orfèvre basque, Anglet, Côte Basque, 1975, 170 p. (OCLC 422035896).
- Marcel Marnat, Maurice Ravel, Paris, Fayard, coll. « Indispensables de la musique », 1986, 828 p. (ISBN 2-213-01685-2, BNF 43135722).
- (en) Roger Nichols, Ravel, New Haven, Yale University Press, 2011, XIV-430 p. (ISBN 978-0-300-10882-8, BNF 42283672), p. 69-70, 80
- Roland-Manuel, Ravel et son œuvre, Paris, Éditions Durand, 1925 (1re éd. 1914), 50 p. (OCLC 251452820).
- Étienne Rousseau-Plotto, Ravel : Portraits basques, Biarritz, Atlantica, 2016, 340 p. (ISBN 978-2-7588-0211-2, BNF 39272583).
- Christine Souillard, Ravel, Paris, Éditions Jean-Paul Gisserot, coll. « Pour la musique », 1998, 128 p. (ISBN 2-87747-370-8).
- Jean-Claude Teboul, Ravel : Le langage musical dans l'œuvre pour piano, à la lumière des principes d'analyse de Schœnberg, Paris, Le léopard d'or, 1987, 200 p. (ISBN 2-86-377063-2).
- Jules Van Ackere (préf. Roland-Manuel), Maurice Ravel, Bruxelles, Elsevier, 1957, 216 p. (OCLC 7234657, BNF 31527118), p. 14-16.

### Articles
- Anonyme, « Troisième concert de la Revue musicale », Revue musicale de Lyon,‎ 4 mars 1906 (lire en ligne).
- (en) Michel Dimitri Calvocoressi, « When Ravel Composed to Order », Music and Letters, vol. 22, no 1,‎ janvier 1941, p. 54-59 (ISSN 0027-4224, lire en ligne)
- Adriana Guarnieri Corazzol, « Modèle vocal et paratexte verbal dans l'œuvre pour piano de Debussy, Satie et Ravel », Il Saggiatore musicale, vol. 14, no 1,‎ 2007, p. 55-80.
- Manuel Cornejo, « Documents Ravel dans les ventes et collections publiques et privées », Cahiers Maurice Ravel, no 18,‎ 2016, p. 123-167 (ISBN 978-2-840497-22-6) En rapport avec la vente aux enchères à Londres le 7 décembre 2015 d’un manuscrit musical du premier mouvement de la Sonatine de 1903, précisions sur la genèse et premières auditions de l’œuvre, p. 138-144
- Henri Gil-Marchex, « La technique de piano », La Revue musicale (numéro spécial Maurice Ravel),‎ 1er avril 1925, p. 38-45 (lire en ligne).
- Serge Gut, « Le phénomène répétitif chez Maurice Ravel : de l'obsession à l'annihilation incantatoire », International Review of the Aesthetics and Sociology of Music,‎ juin 1990, p. 29-46.
- Arthur Honegger, « Ravel et le Debussysme », La Revue musicale,‎ décembre 1938, p. 66-67 (lire en ligne).
- Charles Koechlin, « Ravel et ses luttes », La Revue musicale,‎ décembre 1938, p. 216-221 (lire en ligne).
- Paul Landormy, « La musique française de piano (à propos d'un livre récent) : I. Maurice Ravel », Le Ménestrel,‎ 27 mai 1932, p. 225-226 (lire en ligne).
- Paul Landormy, « Les cours d'interprétation d'Alfred Cortot », Le Ménestrel,‎ 22 juin 1934, p. 229-230 (lire en ligne).
- Paul Landormy, « La musique enregistrée de Maurice Ravel », La Revue musicale,‎ décembre 1938, p. 135-142 (lire en ligne).
- Jean-Michel Nectoux, « Ravel/Fauré et les débuts de la Société Musicale Indépendante », Revue de musicologie, vol. 61, no 2,‎ 1975, p. 295-318.
- Michel Sendrez, « Les éléments basques dans la musique de Ravel », Cuadernos de Sección Música, vol. 8,‎ 1996, p. 187-221 (ISSN 0213-0815, lire en ligne).
- Léon Vallas, « Le nouveau style pianistique II. Maurice Ravel », Revue musicale de Lyon,‎ 6 janvier 1907, p. 353-359 (lire en ligne).